# Carlos Alvarado Reyes
Carlos Alvarado Reyes (Los Ángeles, Estados Unidos, 8 de diciembre de 1954 - Puntarenas, Costa Rica, 25 de enero de 1998) fue un ciclista costarricense. Compitió en la carrera de carretera individual en la Juegos Olímpicos de Montreal 1976. En 1977 ganó la Vuelta a Costa Rica.